# Michael Scott (Manager)
Michael Scott (* 11. Februar 1943) ist ein US-amerikanischer Physiker und war von Februar 1977 bis März 1981 CEO von Apple.
Scott war ab 1967 bei Fairchild Semiconductor und ging nach fünf Jahren zu National Semiconductor, wo er schließlich die Produktion leitete (Production Line Manager). 1977 holte ihn der Apple-Investor und Marketing-Leiter bei Apple (und Angestellter Nr. 3 von Apple) Mike Markkula als CEO zu Apple, da er den Gründern Steve Jobs und Steve Wozniak die Geschäftsleitung nicht zutraute. Markkula kannte Scott aus ihrer gemeinsamen Zeit bei Fairchild Semiconductor. Scott war Angestellter Nr. 5 (gab sich selbst aber die Nr. 7 in Reminiszenz an die Nummer von James Bond) und sollte für die Produktion des Apple II sorgen. Eine seiner Maßnahmen bei Apple soll gewesen sein, dass er den Einsatz von Schreibmaschinen bei Apple verbot. Nachdem Scott eigenmächtig rund 50 Apple-Mitarbeiter (von rund 1500) kurz nach dem Börsengang 1981 entlassen hatte (er hielt sie für überflüssig), darunter die Hälfte der Apple-II-Entwickler (in der Apple-Geschichte Black Wednesday genannt), musste er Apple verlassen und wurde durch Markkula selbst abgelöst. Vorläufig blieb er Vize-Vorstandsvorsitzender, kündigte aber im Juli 1981. 1983 bis 1988 leitete er das Unternehmen Starstruck, das Raketenstarts auf See für Satelliten anbot.
Er baute eine umfangreiche Sammlung farbiger Edelsteine auf und gilt selbst als Gemmologie-Experte. Insbesondere untersucht er deren Farben mit einem eigenen gut ausgestatteten Labor. Er sponserte auch das Rruff-Projekt für die Gewinnung von Spektraldaten für Edelsteine und Mineralien. Er selbst veröffentlichte ein Buch darüber und arbeitete an einem kleinen handlichen Gerät, das Edelsteine aufgrund der Spektraldaten gleich im Gelände erkennt (nach einem Vorbild in Star Trek). Dabei arbeitet er mit der University of Arizona und Lyon zusammen.
Ein Mineral (Scottyite nach dem Spitznamen Scotty von Michael Scott) ist nach ihm benannt, ein blaues Barium-Kupfer-Silikat mit Vorkommen in Südafrika und Rheinland-Pfalz.